# 春日雅人
春日 雅人（かすが まさと、1948年2月4日 - ）は、日本の医師、医学者。医学博士。
東京大学医学部附属病院の第3内科に入局した後の米国留学中に、インスリン受容体にチロシンキナーゼが内在することを発見。その後もインスリン作用機序の解明とその異常について研究。

## 経歴
東京都出身。麻布中学校・高等学校を卒業。
- 1973年（昭和48年）3月 - 東京大学医学部医学科 卒業
- 1975年（昭和50年）6月 - 東京大学医学部第三内科入局
- 1979年（昭和54年）7月 - 米国留学（Diabetes Branch, National Institutes of HealthならびにJoslin糖尿病研究所）
- 1983年（昭和58年）7月 - 東京大学医学部第三内科 文部教官 助手
- 1990年（平成2年）4月 - 神戸大学医学部第二内科 文部教官 教授
- 2004年（平成16年）10月 - 神戸大学医学部附属病院長
- 2008年（平成20年）4月 - 国立国際医療センター 研究所長
- 2010年（平成22年）4月 - 独立行政法人 国立国際医療研究センター 理事、研究所長、糖尿病研究センター長
- 2012年（平成24年）4月 - 独立行政法人 国立国際医療研究センター 理事長、総長
- 2018年（平成30年）4月 - 公益財団法人 朝日生命成人病研究所 所長[2]

## 受賞歴
- 1996年 - 持田記念学術賞
- 1996年11月 - ベルツ賞1等賞（糖尿病-基礎と臨床-）
- 2005年11月 - 日本医師会医学賞
- 2007年11月 - 武田医学賞
- 2007年11月 - 紫綬褒章受勲[3]
- 2010年9月 - 欧州糖尿病学会Claude Bernard Prize
- 2011年12月 - 鈴木万平記念糖尿病国際賞
- 2025年4月 - 瑞宝重光章[4][5]

など受賞多数